# فيكي بار
فيكتوريا «فيكي» بار (بالإنجليزية: Vicki Barr) (ولد في 14 أبريل 1982 في جيتشيد) هي الرياضية الأولمبية الأنجليزية المتخصصة في سباق 400 متر، أفضل أرقامها في الحدث هو 52.40 ثانية. وهي أيضا لاعبة في فريق التتابع البريطاني 4 × 400 متر وحصلت على ميدالية برونزية في بطولة أوروبا لألعاب القوى في عام 2010. وكانت صاحبة الميدالية الفضية في تتابع إنجلترا في ألعاب الكومنولث 2010.
تم اختيارها لتمثيل بريطانيا العظمى في دورة الألعاب الأولمبية الصيفية لعام 2008 في سباق التتابع 4 × 400 متر للسيدات، وفي بطولة أوروبا لألعاب القوى داخل الصالات لعام 2009، فازت بالميدالية الفضية في التتابع ضمن فريق مع دونا فريزر وكيم وول ومارلين أوكورو، حيث احتلت المركز الثاني خلف روسيا. ومع دخول موسم الألعاب الخارجية، تم اختيارها للتتابع في بطولة الفرق الأوروبية لعام 2009 وساعدت بريطانيا العظمى في الحصول على الميدالية البرونزية. ومثلت بريطانيا العظمى مرة أخرى في بطولة العالم لألعاب القوى لعام 2009 في التتابع. وجاء فريق مكون من لي ماكونيل وكريستين أوهوروغو وبار ونيكولا ساندرز في المركز الرابع في النهائي.

## وصلات خارجية
- فيكي بار على موقع الاتحاد الدولي لألعاب القوى (الإنجليزية)
- فيكي بار على موقع الدوري الماسي (الإنجليزية)
- فيكي بار على موقع اللجنة الأولمبية الدولية (الإنجليزية)
- فيكي بار على موقع أوليمبيديا (الإنجليزية)
- فيكي بار على موقع اتحاد ألعاب الكومنولث (مؤرشف) (الإنجليزية)